# The Splatters
The Splatters (ou Super Splatters) est un jeu vidéo de puzzle développé par SpikySnail Games et édité par Microsoft Studios, sorti en 2012 sur Xbox 360, Windows et Mac.

## Système de jeu

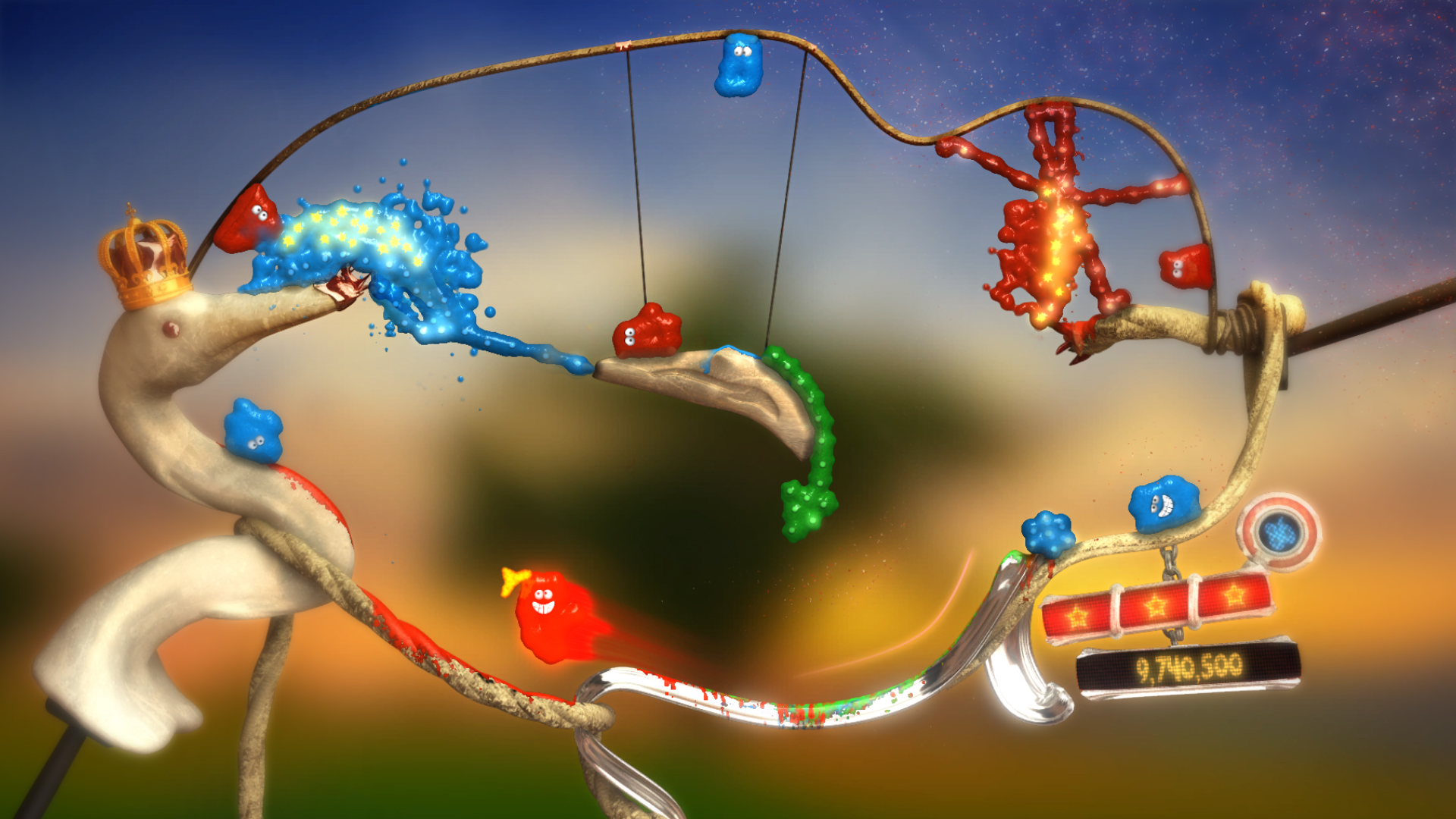
Capture d'écran du jeu

## Accueil

### Critique
- Game Informer : 8/10[1]
- Game Revolution : 4/5[2]
- GameSpot : 7/10[3]
- GamesRadar+ : 3/5[4]

### Récompenses
Sur son nom de projet, Confetti Carnival, le jeu a été nommé dans la catégorie Excellence technique lors de l'Independent Games Festival 2011.